# Lizzie Burns
Lydia « Lizzie » Burns, née le 6 août 1827 et morte le 12 septembre 1878 à Londres est une ouvrière 
en Angleterre d'origine irlandaise à la fin de la première moitié du XIXe siècle,.
Elle est essentiellement connue pour sa relation avec Friedrich Engels, et pour son amitié avec Eleanor Marx, la fille de Karl Marx qu'elle influence dans son combat pour l'indépendance de l'Irlande.

## Biographie
Lizzie Burns est la fille de Michael Burns, teinturier au sein d'une usine de coton, et de Mary Conroy. Elle a également une sœur aînée, Mary Burns (1821-1863), et une nièce, Mary Ellen Burns dite "Pumps". Sa famille d'Irlande émigre à Salford, en Angleterre pour travailler dans les usines naissantes de la banlieue de Manchester. C'est là que sa sœur Mary rencontre pour la première fois Friedrich Engels avec qui elle commence une relation sans pour autant se marier. C'est aussi elle qui l'introduit dans le milieu ouvrier de Manchester, largement inaccessible pour lui du fait de sa condition bourgeoise et d'étranger. Alors que le couple déménage à Ardwick, Lizzie les suit comme domestique.

En 1863 Mary meurt prématurément du fait de son alcoolisme. Lizzie et Engels déménagent alors à Londres où ils entament une relation. En dépit du fait que Mary, tout comme Lizzie, n'aient jamais appris à lire ou à écrire, les deux femmes ont eu une influence considérable sur le travail intellectuel d'Engels, notamment dans le rapport que ce dernier a pu entretenir avec la classe ouvrière en particulier dans la réalisation de ses premiers travaux comme son ouvrage La Situation de la classe ouvrière en Angleterre en 1844. Proche de Lizzie, Eleanor Marx dira d'elle après sa mort : 
Bien qu'illettrée, ne sachant ni lire ni écrire, [Lizzie] était sincère, honnête et en quelque sorte dotée d'une finesse que l'on ne rencontre que rarement. 
Début septembre 1878, Lizzie Burns tombe gravement malade, Engels décide alors de l'épouser pour répondre aux attentes religieuses de cette dernière. Elle meurt quelques heures plus tard. Sa mort s'impose comme une période importante de la vie d'Engels, il dira à ce propos : 
Ma femme était une véritable enfant du prolétariat irlandais et sa dévotion passionnée pour la classe dans laquelle elle était née valait bien plus pour moi - et m'a bien plus aidé dans mes moments de doute - que toute l'élégance d'une artiste intellectuelle et cultivée de la classe moyenne.
Elle est enterrée dans le cimetière catholique de Sainte Marie, qui fait partie du cimetière de Kensal Green. Il est écrit sur sa pierre tombale : "LYDIA, épouse de Frederick Engels".

## Engagement pour l'indépendance de l'Irlande
Tout comme sa sœur, Lizzie a continué à entretenir des liens affectifs avec l'île qu'elle avait quittée dans sa jeunesse. Elle est de fait une activiste du mouvement d'indépendance républicaine de l'Irlande. Son appartement londonien devient un lieu de rencontre et d'échanges pour les activistes Féniens.
Elle influence notamment Eleanor Marx, qu'elle fait adhérer à la cause alors même que son père, Karl Marx, émet des réserves quant à la nature violente des méthodes des Féniens. Eleanor s'identifie à leur combat, et prend coutume de signer les lettres qu'elle adresse à Lizzie en tant que "Eleanor, F.S." (Fenian Sister).